# 算缗
算缗（緡：注音ㄇㄧㄣˊ，漢語拼音mín）是中国西汉前期征收的一种财产税，主要针对商人。
汉高祖建立西汉后，对商人采取抑制政策，对其征收算缗錢，但具体征收方法现已无考。汉惠帝、吕后当政时期，这一政策被废弃。
汉武帝即位后，中央政府开支增加，遂在张汤、桑弘羊等人推动下，恢复算缗制度。元狩四年（前119年），汉武帝下令“初算缗钱”，规定商人财产每二千錢须缴纳120钱(名为一算)作为财产税，如果是经营自己手工作品，则每四千钱缴纳120钱；同时，还有一种“算商车”的税，对非三老、北部边境地区的骑士之外的私人运输工具也征收财产税，普通人一部车缴纳120钱，商人缴纳240钱(即两算)，五丈以上的船只每艘也须缴纳120钱。由于大部分商人对此规定并不合作，不久汉武帝又下令告缗，鼓励平民互相揭发偷税行为，告发者可以得到违令商人的一半财产作为奖励。
其后，东晋及南朝诸朝代对商品交易征收百分之四的交易税（卖家交纳3%，买家交纳1%），唐朝政治家杜佑也认为是算缗一类。

## 備註
- s:通典/卷011#算緡

1. ↑  請參閱：.   [2006-10-05]. （原始内容存档于2007-09-28）.